# Mikołaj Glinka
Mikołaj Glinka herbu Trzaska (ur. 1754, zm. 22 kwietnia 1825 w Zatorach) – poseł na Sejm Czteroletni, senator-kasztelan Królestwa Polskiego.

## Życiorys
Był synem Antoniego, podkomorzego łomżyńskiego i Bogumiły z Mostowskich, kasztelanki płockiej. Objął w 1774 roku, odstąpione przez matkę, starostwo makowskie w ziemi różańskiej, a następnie urząd wojskiego różańskiego. W 1784 roku został chorążym różańskim, a w 1788 roku wybrano go posłem na Sejm Czteroletni, gdzie reprezentował ziemię różańską. Wiadomo, że brał czynny udział we jego pracach i był później rzecznikiem zapisów wynikających z Konstytucji 3 maja. Odznaczono go w 1793 roku orderem Świętego Stanisława, a rok później mianowano podkomorzym różańskim.
Podczas Insurekcji kościuszkowskiej objął początkowo obowiązki komisarza Komisji Porządkowej Księstwa Mazowieckiego, a 14 października 1794 roku przyjął od Rady Najwyższej Narodowej obowiązki jej pełnomocnika na tereny ziem: ciechanowskiej, łomżyńskiej, nurskiej, różańskiej, wyszogrodzkiej i zakroczymskiej.
Po upadku powstania wycofał się na jakiś czas z polityki i powrócił do pracy w rolnictwie. W tym czasie zakupił on w 1801 roku od Szydłowskich majątek w Zatorach. W 1807 roku został wybrany sędzią pokoju w Pułtuskiem, a rok później wszedł w skład Komisji Prawodawczej, czyli, tej która przygotowywała dla Rady Stanu materiały niezbędne do wprowadzenia postanowień wynikających z Kodeksu Napoleona. Podczas wojny z Austrią w 1809 roku służąc w stopniu podporucznika w batalionie strzelców pospolitego ruszenia, strzegł wówczas granicy na Bugu i podlegał innemu mieszkańcowi tego powiatu, płk. Augustynowi Zawadzkiemu. Ze służby w tej formacji został zwolniony w październiku tamtego roku.
W grudniu 1812 roku mianowano go marszałkiem pospolitego ruszenia departamentu płockiego, ale już rok później, jako radca delegowany z departamentu płockiego, wziął on udział w pracach Komitetu Centralnego Rad Departamentowych. Dzięki poparciu swojego ciotecznego brata, a wówczas już prezesa Komisji Rządowej Spraw Wewnętrznych i Policji, Tadeusza hr. Mostowskiego został mianowany 16 lipca 1817 roku senatorem – kasztelanem Królestwa Polskiego, co uprawniało go między innymi do zasiadania w sądzie najwyższej instancji. Wiadomo, że należał do grona opiekunów szkół elementarnych, troszczącego się o rozwój tego rodzaju oświaty i to zarówno w samym powiecie pułtuskim, jak i w departamencie płockim. Był też fundatorem erygowanego w 1823 roku budynku kościoła parafialnego w Zatorach.
Był mężem Ludwiki z Karskich, dziedzicem Zator i Szczawina z tym, że wcześniej, bo w 1787 roku odsprzedał należące do jego rodziny Kręgi, Gulczewo i część Rybna (Rybienka) w powiecie kamieńczykowskim ówczesnemu biskupowi inflanckiemu, Janowi Stefanowi Giedroyciowi, a ten przekazał je później swojemu bratankowi, Aleksandrowi.
Miał dwie córki: Małgorzatę, którą wydał za mąż za Onufrego Cieleckiego z Szymanowa i Annę, żonę Antoniego Bukowskiego z Suska oraz syna Józefa, męża Marii Okęckiej z Babska, który dziedziczył po nim w Szczawinie.
Zmarł w Zatorach 22 kwietnia 1825 roku.